# Bremen Hauptbahnhof
Bremer Hauptbahnhof – główna stacja kolejowa Bremy, jedna z największych w Niemczech. Ma 5 peronów i obsługuje dziennie około 100 tys. pasażerów.